# Stazione di Sossano
La stazione di Sossano è una stazione ferroviaria della dismessa ferrovia Treviso – Ostiglia, un tempo posta a servizio del comune di Sossano in provincia di Vicenza. Era situata al km 46+592 della predetta strada ferrata.

## Storia
La stazione fu aperta l'8 luglio 1928, assieme al tronco ferroviario Cologna Veneta-Grisignano di Zocco della ferrovia Treviso-Ostiglia.
Durante la seconda guerra mondiale la stazione rimase sotto il controllo della Wehrmacht, che se ne servì per il transito delle proprie tradotte militari e per i convogli di prigionieri.
Il traffico ferroviario civile, ripreso normalmente nel dopoguerra, fu interrotto il 2 settembre 1967 per l'intero tronco Cologna Veneta-Grisignano, pertanto anche la stazione di Sossano venne a cessare le proprie funzioni. Anche il residuo transito di sporadiche tradotte di treni merci fu interrotto nel 1968.

## Strutture e impianti
La stazione era dotata di un fabbricato viaggiatori a pianta rettangolare e a due livelli. Al piano inferiore erano posizionate la sala d'attesa, l'ufficio movimento, una biglietteria ed il deposito bagagli. Il piano superiore un tempo era riservato ad abitazione. Questi locali sono attualmente, 2011, abitati da immigrati.
La stazione era inoltre dotata di uno scalo merci attualmente occupato da un ecocentro comunale. Il tetto del magazzino merci è parzialmente collassato, per il cedimento di alcune travi portanti in legno.